# Лендз-Енд (аеропорт)
Аеропорт Лендз-Енд (англ. Land's End Airport) (IATA: LEQ, ICAO: EGHC), розташований поблизу Сент-Джаст-ін-Пенвіт, за 9,3 км на захід від Пензансу, 
 
в Корнуоллі , 
є найпівденно-західнішим аеропортом Британії. 
Аеропорт належить компанії Isles of Scilly Steamship Company (ISSC). 

Дочірня компанія ISSC Land's End Airport Limited управляє аеропортом, а інша дочірня компанія, Isles of Scilly Skybus, здійснює регулярні пасажирські перевезення до Сент-Меріс, острови Сіллі, а також мальовничі польоти навколо західного Пенвіту.
Аеропорт має ліцензію CAA Private Use Aerodrome License (номер P568), яка дозволяє польоти для громадського транспорту пасажирів або для навчання польотам для денного використання лише за дозволом ліцензіата. 

## Історія
Компанія Cobham Air Routes почала планувати маршрут, що сполучає острови Сіллі з островом Британія в 1935 році. 
Згодом «Cobham» був придбаний компанією Olley Air Service, чия дочірня компанія «Channel Air Ferries» розбудувала аеропорт Лендз-Енд і через 15 року розпочала рейси до острова Сент-Меріс. 
15 вересня 1937 року, відбувся політ de Havilland Dragon. 
Ангар привезли з аеропорту Сквайрз-Гейт у Блекпулі. 
На Сент-Меріс до відкриття власного аеропорту в 1939 році літаки приземлялися на полі для гольфу. 

У 1938 році «Great Western» і «Southern Airlines» придбали «Olley Air Service» і «Channel Air Ferries». 
Під час Другої світової війни, відбулась заміна Dragons на de Havilland Dragon Rapides. 

1 лютого 1947 року авіакомпанія та обслуговування аеропорту перейшли до BEA. 
 
2 травня 1964 року BEA замінила Dragon Rapides на єдиний гелікоптер Sikorsky S-61, що експлуатувався British Airways Helicopters. 
1 вересня 1964 року гелікоптерну службу було переведено з Лендз-Енду на новий вертодром Пензанс, хоча BEA час від часу фрахтувала Britten-Norman BN-2 Islander для польотів з Лендз-Енду, коли вертоліт був недоступний. 

У 1966 — 1970 роках «Scillonia Airways» здійснювала рейси з аеропорту літаками «Rapides». 
Авіакомпанія «Westward Airways» була заснована в аеропорту в 1970 році 

і керувала там льотною школою в 1971 — 2009 роках 
.
У 1984 році авіакомпанія Isles of Scilly Skybus розпочала роботу в аеропорту, спочатку вантажні та чартерні, а потім регулярні рейси з квітня 1987 року 
, 
літаючи на літаках Islanders і de Havilland Canada DHC-6 Twin Otter. 

З жовтня 2012 року, коли вертолітне обслуговування з Пензансу припинилося, Skybus став єдиним авіасполученням, що залишився, для островів Сіллі. 

9 квітня 2013 року було офіційно відкрито новий пасажирський термінал вартістю 1 мільйон фунтів стерлінгів. 
Роботи розпочалися в липні 2012 року і включали нові засоби обробки багажу та прибуття, а також нову диспетчерську вежу. 

До 2014 року всі злітно-посадкові смуги аеропорту були покриті травою. 
Узимку 2012/13 та 2013/14 років аеропорт закривався на тривалий час, коли злітно-посадкові смуги були заболочені, і рейси були тимчасово перенесені з Лендз-Енду до Ньюквей

У травні 2013 року ISSC і Рада островів Сіллі подали заявку на фінансування від Європейського фонду регіонального розвитку для відновлення покриття злітно-посадкової смуги в Лендз-Енді разом з різними вдосконаленнями в Сент-Меріс. 
 
У травні 2014 року Європейська комісія схвалила рішення. 
Вартість запланованого асфальтування Лендз-Енду становила 2,6 млн фунтів 

з них кошти Європейського фонду склали 1,3 мільйона фунтів стерлінгів. 
Аеропорт закрився 4 липня 2014 року на асфальтування двох злітно-посадкових смуг, рейси Skybus було перенаправлено на Ньюквей, а 29 липня він знову відкрився. 

## Авіалінії та напрямки
| Авіакомпанія           | Пункт призначення |
| ---------------------- | ----------------- |
| Isles of Scilly Skybus | Сент-Меріс        |

## Статистика
Див. джерело запитів Вікіданих та джерела.